# Rośliny haploidalne

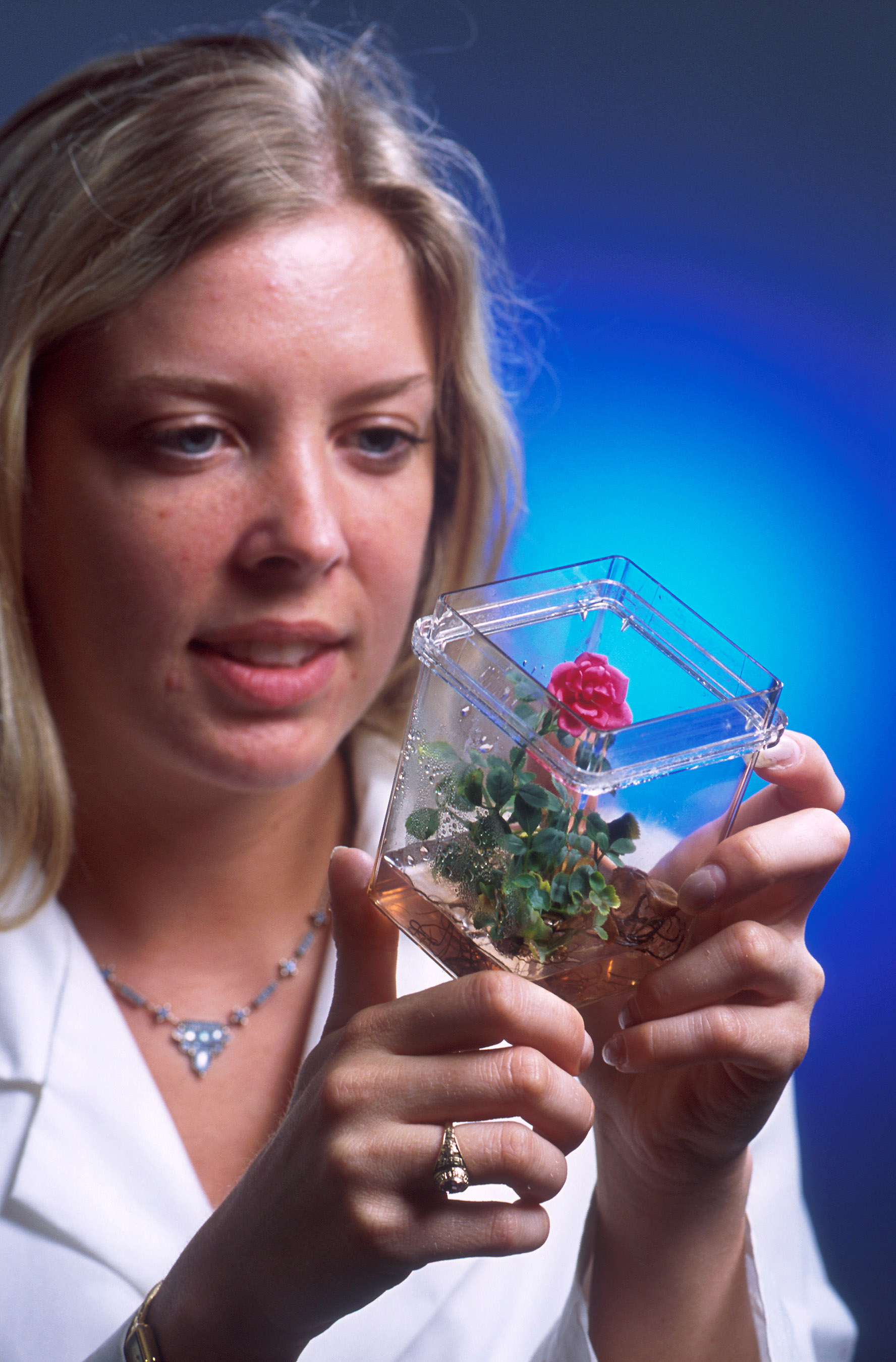
Rośliny haploidalne uzyskuje się w wyniku hodowli kultur tkankowych

Rośliny haploidalne, haploidy – rośliny o gametycznej, zredukowanej o połowę liczbie chromosomów (n), uzyskiwane metodą hodowli kultur tkankowych in vitro. Hodowla roślin tego typu pozwala błyskawicznie uzyskać czystą linię do wykorzystania w uprawie – tzw. podwójne haploidy. Pomijany jest długi proces chowu wsobnego. Chociaż rośliny haploidalne powstają także naturalnie, jest to wyjątkowo rzadkie zjawisko. Rośliny takie mogą być zarówno monoploidem, jeżeli powstały z osobnika diploidalnego, lub poliploidem, jeżeli osobnik użyty do hodowli miał zwielokrotniony genom.

## Otrzymywanie
Istnieją trzy sposoby uzyskania roślin haploidalnych. Pierwszy z nich polega na eliminacji chromosomów w komórkach powstałych ze skrzyżowania osobników dwóch gatunków lub dwóch rodzajów. W wyniku skrzyżowania Hordeum vulgare z Hordeum bulbosum otrzymuje się zarodek, w którego komórkach dochodzi do stopniowej eliminacji genomu Hordeum bulbosum. Hodowla zarodków na pożywce pozwala zyskać haploidalny jęczmień (Hordeum vulgare).
Druga metoda polega na regeneracji rośliny z ziaren pyłku, mikrospor lub pylników. Jest to tak zwana androgeneza.
Trzecia metoda określana jako gynogeneza polega na regeneracji rośliny z haploidalnych komórek gametofitu żeńskiego. Zarówno androgeneza jak i gynogeneza może być przeprowadzana z etapem pośrednim, czyli wytworzeniem kalusa. Bez tej tkanki roślina odtwarzana jest bezpośrednio.